# G1 (telefon)
G1 (znany też jako Era G1, HTC Dream i T-Mobile G1) – smartfon zaprojektowany i produkowany przez HTC. Jest on pierwszym telefonem z systemem operacyjnym Android. Na terenie Polski Era (dzisiejsze T-Mobile) miała wyłączność wśród operatorów komórkowych na sprzedaż tego urządzenia.
Telefon produkowany był w kolorach czarnym, brązowym i białym.
27 lipca 2010 T-Mobile oficjalnie zakończył wsparcie dla tego telefonu.
W kwietniu 2009 jedna z sieci w USA ogłosiła, że sprzedała ponad milion G1 w samym USA, a w tym kraju, według szacunku AdMob G1 miał 6% rynku.